# Coccocephalus
Coccocephalus è un genere estinto di pesce osseo attinotterigio, vissuto tra il Carbonifero e l'inizio del Permiano. La specie tipo, C. wildi, visse durante il Bashkiriano nel Lancashire (Regno Unito). Un esemplare di questa specie è noto per conservare il più antico tessuto cerebrale fossilizzato mai scoperto in un vertebrato.

## Tassonomia
Coccocephalus wildi fu descritto per la prima volta da David Meredith Seares Watson nel 1925. Nel 1940, si ritenne che il nome fosse già stato utilizzato per descrivere un insetto emittero e furono proposti i nomi alternativi Coccocephalichthys da Gilbert P. Whitley e Cocconiscus da Errol White e James A. Moy-Thomas. Tuttavia, una revisione del 1996 ha stabilito che l'insetto in questione si chiamava in realtà Coccodocephalus, rendendo valido il nome originale Coccocephalus. I nomi alternativi sono oggi considerati sinonimi junior.
Il genere è incluso nella famiglia †Coccocephalichthyidae Fowler, 1951, talvolta sinonimizzata con Cocconiscidae.

### Specie
- †C. wildi Watson, 1925 – Carbonifero superiore, Inghilterra (acqua dolce)
- †C. baldwini (Poplin, 1974) – Gzheliano, Kansas, USA (marino, Lawrence Formation) [sinonimi: Coccocephalichthys baldwini, Cocconiscus baldwini][7]
- †C. tessellatus Beltan, 1981 – Permiano inferiore (Asseliano), Uruguay (San Gregorio Formation)

Coccocephalus è considerato un rappresentante basale degli attinotterigi (stem group): tutte le specie moderne di pesci ossei a pinne raggiate sono più strettamente imparentate tra loro che con questo genere.

## Ecologia ed evoluzione
Nel 2023 è stato scoperto che l’olotipo di C. wildi conserva il più antico esempio noto di tessuto nervoso fossilizzato. Il cervello mostra una morfologia del telencefalo evaginato, contrariamente alla tipica struttura "rovesciata" dei pesci attinotterigi moderni. Questo suggerisce che l’evoluzione dell’encefalo rovesciato nei pesci attinotterigi sia avvenuta più tardi di quanto si pensasse. La conservazione eccezionale dell’esemplare è probabilmente dovuta a una rapida sepoltura in un ambiente povero di ossigeno.